# Regenwurmlager
«Лагерь дождевого червя» (нем. Regenwurmlager) — заброшенное немецкое фортификационное сооружение на западе Польши (вблизи Мендзыжеча, к северу от Зелёна-Гуры), около озера Кшива, одно из крупнейших подземных сооружений Европы.
Был сооружён Германией в 1936—1938 годах. Действовал до весны 1945 года. Оборонительное значение потерял в 1938 году после Мюнхенского сговора (Аннексии Судет). 
Во время Второй Мировой Войны использовался в качестве подземного завода.
В ходе Висло-Одерской операции укрепления были прорваны войскам 1-го Белорусского фронта за три дня и сданы обороняющимися частями Фольксштурма практически без боев до того, как подошли немецкие резервы. 
Подземная часть пострадала мало, и большинство коридоров доступны для посещения без специального снаряжения. Полностью затоплено ответвление «Северный полюс» (Nord pol). Частично подтоплены ответвления А62 и А63.
Состоит из множества бункеров, соединённых системой тоннелей и коридоров, протянувшихся на километры.
В восьмидесятые годы была проведена углублённая инженерно-сапёрная разведка района силами советских войск и польских исследователей-энтузиастов Роберта Юрги и Анны Кедрины (обследовано более 35 км тоннелей).
На советских картах обозначался как Мезерицкий укрепрайон.